# Александър Ангелов (юрист)
Вижте пояснителната страница за други личности с името Александър Ангелов.
Александър Параскевов Ангелов е български юрист.

## Биография
Роден е на 1 август 1971 г. През 1998 г. завършва право в Софийския университет.
От 1998 г. е асистент по Международно публично право към Юридическия факултет при УНСС на Университета за национално и световно стопанство.
От 1999 г. е адвокат към Софийска адвокатска колегия, като оттогава работи в адвокатска къща „Батков, Стоев, Ботев и сие“. От май 2005 г. е член на Надзорния съвет на ПФК Левски АД. Член на Съвета на директорите на „Стандарт Нюз“ ЕАД – издател на вестник „Стандарт“, и член на Съвета на директорите на Издателско-полиграфическия комбинат „Родина“ АД, София.